# 中国人民武装警察部队四川省总队
中国人民武装警察部队四川省总队，简称武警四川省总队，是中国人民武装警察部队的省级总队，是隶属于武警总部的副军级单位。其主要执行治安維持、民防警卫、处突维稳等任务。

## 建制沿革
四川总队前身是1938年徐向前所率挺进冀南的八路军129师两个团。部队先后转战华北、西北、西南战场，参加保卫延安，解放临汾、晋中等战役，为民族独立和人民解放立下了不朽功勋。
1949年12月，组建为成都警备部队；
1966年6月，中国人民公安部队四川省总队改编为中国人民解放军的警卫师，隶属于军队建制。
1983年2月，该部改称“中国人民武装警察部队四川省总队”，为正师级单位，隶属于武警总部和四川省公安厅建制。
1995年，国务院、中央军委发出《国务院、中央军委关于调整中国人民武装警察部队领导管理体制的决定》，升级为副军级，次年扩建女子特警队。
2017年，根据《全国人大常委会关于中国人民武装警察部队改革期间暂时调整适用相关法律规定的决定》，武警四川省总队不再接受武警总部、四川省人民政府双重领导，改为直接受武警总部领导。

## 非战争军事任务
2006年以来，总队女子特警队长期派驻分队执行天安门广场安保任务。10.28天安门金水桥事件中，两名形象岗女卫兵用身体拦截车辆均被撞飞重伤，鞋裤脱落，肢体扭曲变形惨不忍睹；一名女卫兵疏散人群时被踩踏倒地，昏迷不醒。
2008年乌鲁木齐七五事件后，奉武警总部命令，武警四川总队抽调精干兵力赴新疆和田，喀什等地执勤维稳防暴工作，并深入基层为各族群众义务问诊，用实际行动维护了民族团结。
5.12汶川大地震后，武警四川某部200名兵力经理县强行军90公里，于13日23时15分第一批到达汶川县城，为后续救援部队开辟了通路。武警森林四川总队阿坝支队的的100名官兵也于同日到达，武警森林四川总队副政委暴玉怀也携带一部卫星电话和一名通信兵冒着生命危险，从水路乘船开进汶川，尔后又徒步4个小时进达汶川县城，保持了灾区的通讯联络。
2017年，阿坝九寨沟"88"地震发生后，总队2000余名官兵分5路挺进灾区，在余震不断、落石滚滚的救灾现场，手抬肩扛展开救援、进村入户恢复生产、夜以继日装卸物资，共解救受困群众1000余人，转移安置群众5000余人，搭建帐篷1500余顶，搬运救灾物资6000余吨……。
2018年，德阳城区遭遇特大洪水，德阳支队官兵接到救灾报警后，迅速赶赴德阳市旌阳区双东镇龙凤村，转移群众3000余人，抢运物资160余吨，加固堤坝3000余米，搬运沙袋9000多个，疏通河道1000余米，清淤8000余方。……
2019年，自贡荣县、宜宾长宁抗震救灾，汶川特大泥石流抢险救援，雅安特大洪涝灾害救援等。

## 编制
- 各市支队
  - 成都市武警支队
- 机动第一支队
- 机动第二支队
- 机动第三支队
- 机动第四支队
- 女子特战大队

## 车辆
- 东风猛士装甲车
- 三菱Pajero便衣警车

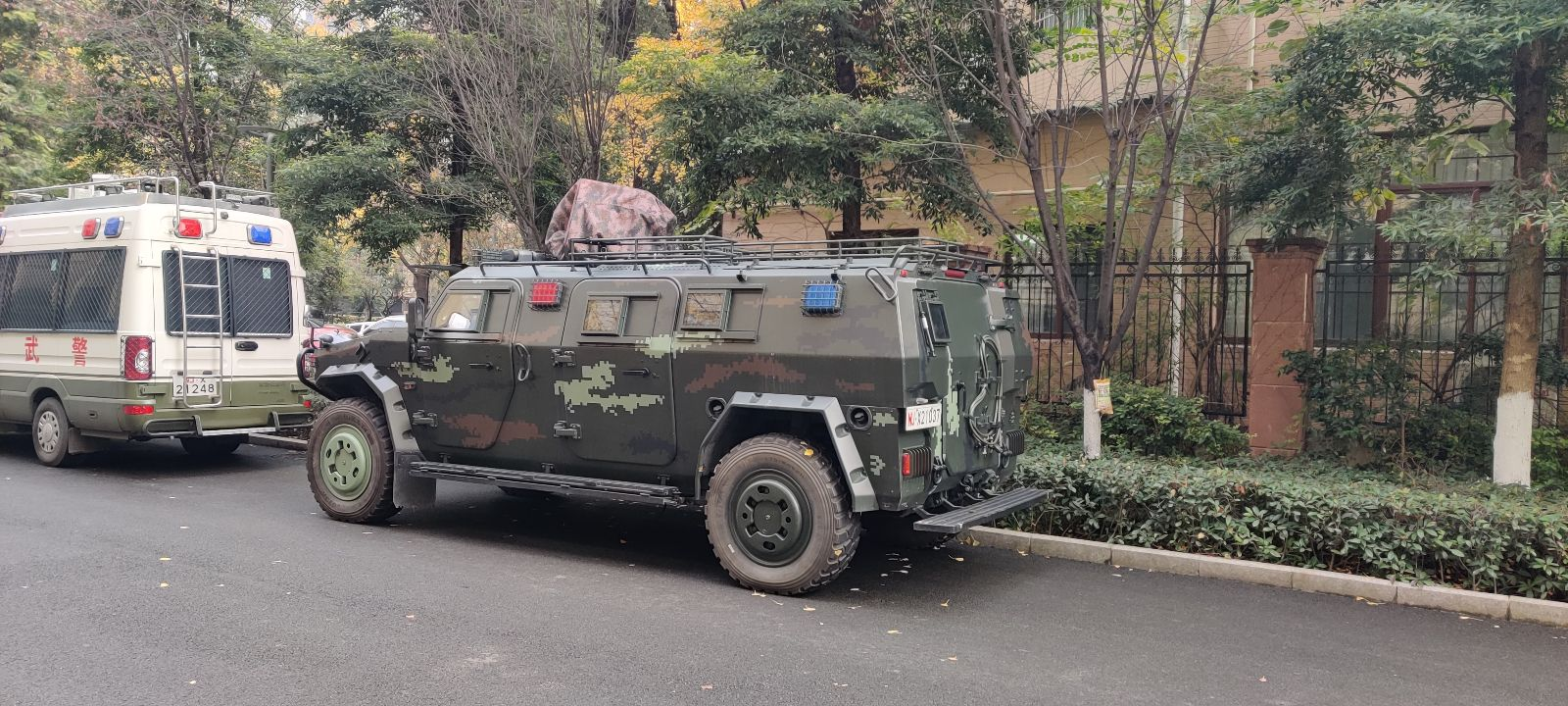
成都市武警支队东风猛士
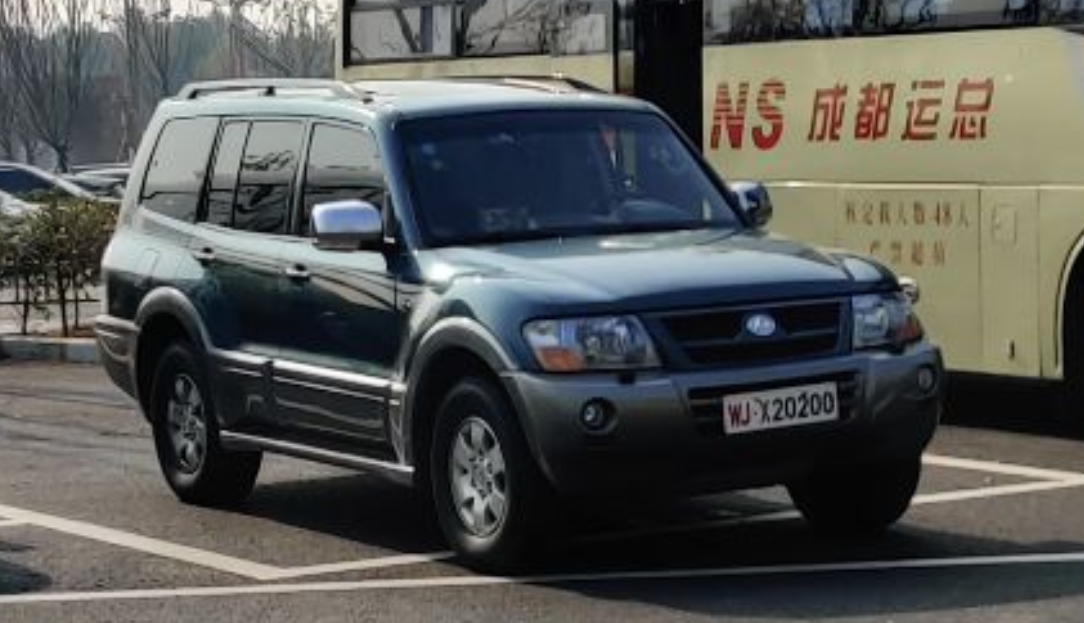
三菱Pajero便衣警车